# 唐島
唐島（からしま）は、富山湾に浮かぶ島。富山県氷見市に属し、氷見漁港の約500メートル沖にある。

## 概要
無人島。全島が氷見市丸の内に所在する光禅寺の私有地（飛地境内）となっている。光禅寺では唐島を「鬼門鎮護の霊域」と定め、島内に弁天堂や観音堂を設けている。
光禅寺を創建した明峰素哲が唐の大火を消し鎮め、その返礼に唐から島を贈られたという言い伝えから「唐島」と呼ばれる。島は氷見浦の人々の信仰の対象となってきた。
地質的には石灰質砂岩から成る。1967年（昭和42年）3月25日に県指定の天然記念物とされた。
上陸は毎年5月に執り行われる唐島大祭の参加者（光禅寺および各町総代）に限られており、一般の観光客が立ち入ることは出来ないが氷見漁港から出港する富山湾マリンの遊覧船が島の近くを通過する。

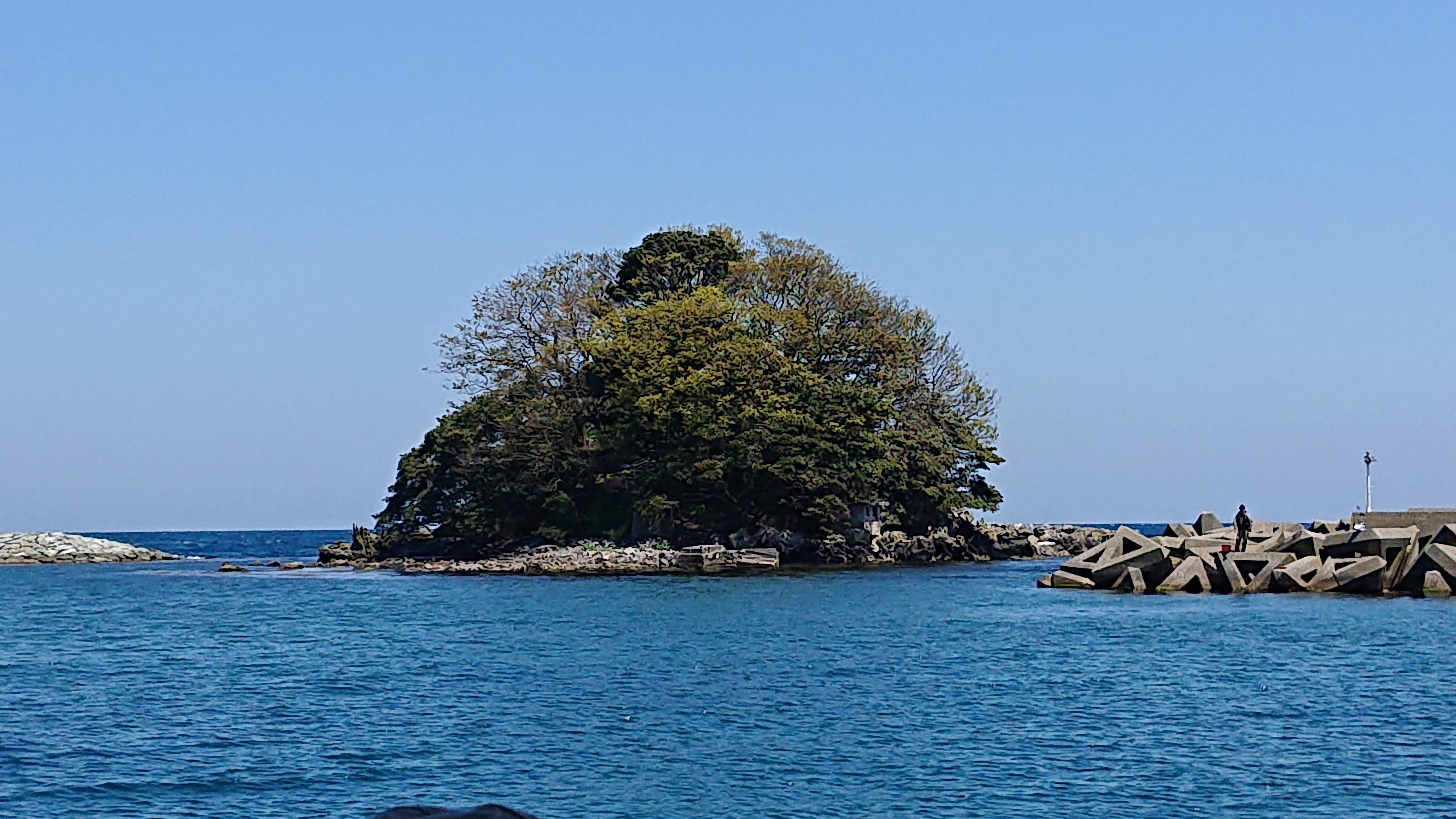
富山湾に浮かぶ唐島。富山湾クルーズの船上から撮影されたもの。